# Ogródki (gromada)
Ogródki – dawna gromada, czyli najmniejsza jednostka podziału terytorialnego Polskiej Rzeczypospolitej Ludowej w latach 1954–1972.
Gromady, z gromadzkimi radami narodowymi (GRN) jako organami władzy najniższego stopnia na wsi, funkcjonowały od reformy reorganizującej administrację wiejską przeprowadzonej jesienią 1954 do momentu ich zniesienia z dniem 1 stycznia 1973, tym samym wypierając organizację gminną w latach 1954–1972.
Gromadę Ogródki z siedzibą GRN w Ogródkach utworzono – jako jedną z 8759 gromad na obszarze Polski – w powiecie kętrzyńskim w woj. olsztyńskim na mocy uchwały nr 15 WRN w Olsztynie z dnia 4 października 1954. W skład jednostki weszły obszary dotychczasowych gromad Jankowice (bez miejscowości Szczeciniak i Słupek) i Dębiany (bez miejscowości Taborzec, Glinka, Skoczewo i Rodele) ze zniesionej gminy Winda, obszar dotychczasowej gromady Ogródki wraz z miejscowością Wólka Jankowska z dotychczasowej gromady Kosakowo ze zniesionej gminy Srokowo oraz obszar dotychczasowej gromady Pastwiska wraz z miejscowością Wikrowo  z dotychczasowej gromady Suchawa ze zniesionej gminy Barciany w tymże powiecie. Dla gromady ustalono 9 członków gromadzkiej rady narodowej.
Gromadę zniesiono 1 stycznia 1958, a jej obszar włączono do gromad: Barciany (wsie Ogródki i Pastwiska oraz osady Łęsk, Wólka Jankowska i Wikrowo) i Winda (wsie Jankowice i Dębiany oraz osadę Gumniska) w tymże powiecie.